# Jayden Meghoma
Jayden Ade Trindade Meghoma, né le 28 juin 2006 à Slough en Angleterre, est un footballeur anglais qui évolue au poste d'arrière gauche au Rangers FC, en prêt du Brentford FC. Il possède également la nationalité nigérianne.

## Biographie

### Carrière en club
Issu du centre de formation de Tottenham, Jayden Meghoma rejoint Southampton en 2022 aux côtés de Samuel Amo-Ameyaw,. Il signe son premier contrat professionnel dès qu'il y est éligible, c'est-à-dire lorsqu'il atteint 17 ans.
Il fait sa première apparition en équipe senior le 8 août 2023, à l'occasion d'une défaite 1-3 face à Gillingham en EFL Cup. Il jouera trois autres matchs de coupe sous le maillot des Saints.
Le 30 août 2024, Meghoma est officiellement transféré au Brentford FC. Il fait ses débuts en Premier League le 15 décembre suivant face à Chelsea (défaite 1-2).
Le 16 janvier 2025, il rejoint Preston North End, club de Championship, pour la seconde moitié de saison.
À l'été 2025, il est de nouveau prêté, cette fois au Rangers FC pour une saison complète.

### En sélections nationales
Meghoma est appelé en sélection anglaise pour la première fois en 2020 avec l'équipe des moins de 15 ans.
Il participe ensuite à l'Euro U17 2023, à la Coupe du monde U17 2023 et à l'Euro U19 2025.